# El discípulo
El discípulo és una pel·lícula espanyola, escrita i dirigida per Emilio Ruiz Barrachina en 2009, en la qual es narra la vida de Jesús de Natzaret. El guió està inspirat en la novel·la Yo Juan, el discípulo amado (Ediciones Bataria) de l'escriptor Rafael Esteban Poullet. El llibre anava a ser portat al cinema per Eloy de la Iglesia, que va morir en 2006 deixant inacabat el projecte. El títol de la pel·lícula respon a com, a tenor d'una anàlisi de textos històrics, Jesús no era sinó un seguidor de les prèdiques de Joan Baptista.

El discípulo va ser rodada a Baza i Orce (Granada) amb un pressupost entorn dels 3 milions d'euros, i compte en el seu repartiment amb l'estatunidenc i televisiu Joel West com Jesús, amb Ruth Gabriel (Días contados, 99.9) com Maria de Magdala i amb Juanjo Puigcorbé (La conjura del escorial, Novios) com Ponç Pilat. La seva preestrena es va realitzar al XIII Festival de Cinema de Màlaga.
La pel·lícula suposa la primera part d'un projecte que es contempla amb el documental Jesús 2.0, que arrenca des del punt en el qual aquesta ficció abandona la seva particular visió de la història per a donar pas a diferents veus que realitzen les seves aportacions sobre el tema. El catedràtic de Filologia Neotestamentaria de la Universitat Complutense de Madrid Antonio Piñero va col·laborar en l'elaboració del guió.

## Sinopsi
De petit, Jesús assisteix a la mort del seu pare, José, en un enfrontament amb les tropes romanes. Anys més tard es converteix en el deixeble predilecte de Joan el Baptista, líder d'un grup de Macabeus que anuncia l'arribada imminent del Regne dels Cels la primera conseqüència dels quals és l'expulsió dels invasors romans.
Quan Juan Bautista és decapitat, Jesús es posa al capdavant del grup i organitza l'assalt al temple de Jerusalem. D'aquesta manera, els mateixos fets coneguts dels Evangelis adquireixen un caràcter completament diferent.

## Banda sonora
Per a la banda sonora Emilio Ruiz Barrachina juntament amb Universal Music van decidir conjuminar els esforços de tres grans mestres; les lletres poètiques de Félix Grande Lara (Premi Nacional de les Lletres 2004), el cante de Paco del Pozo (Premi del Cante de las Minas 1997) i la composició i el mestratge a la guitarra de Daniel Casares. Junts van crear una banda sonora única en el gènere flamenc.
Per a la música antiga, Karin Rosenfeld Mordó va aportar els cants i melodies de la tradició jueva. La música clàssica està interpretada per l'orquestra Ciudad de Baza dirigida pel mestre Ramón Domingo Llorente. La banda sonora és considerada tota una curiositat per als profans i entesos.

## Comentari
La pel·lícula aborda la vida de Jesucrist i dona una imatge d'ell molt diferent a la difosa per l'Església. Jesucrist, despullat del seu tradicional i principal atribut: ser fill de Déu, és un líder espiritual armat i partidari de la violència que recull el testimoni de Joan el Baptista, quan aquest és decapitat. Es mostra a un Jesús simpatitzant del moviment zelota, tan preocupat per difondre la seva doctrina com per alliberar Israel del jou dels romans, que va liderar la revolta contra l'ocupació romana d'Israel amb la finalitat de forçar la intervenció divina i instaurar el regne de Déu en la Terra, tal com creien els jueus que anava a ocórrer. A més apareix com un ser afectat per la coixesa i recorregut per l'ansietat, a vegades la ira i sempre el nerviosisme.
En la pel·lícula, Jesús no realitza cap miracle. A les noces de Canà el que ocorre és una prosaica compra de vi i la resurrecció de Llàtzer és la pervivència del mort en el record dels vius. Els personatges tenen comportaments més humans que divins: María és una mare que, preocupada pel seu fill, paga a una prostituta Maria de Magdala perquè el sedueixi i l'aparti de les armes. I algunes de les frases i situacions recollides en els evangelis estan canviades de context. D'aquesta manera, Jesús proclama les Benaurances a la presó de Queronte i Ponç Pilat es renta les mans perquè acaba de menjar.

## Controvèrsia
La pel·lícula va rebre la crítica de Juan Orellana, membre del Departament de Cinema de la Conferència Episcopal, a la qual va respondre el mateix Emilio Ruiz Barrachina.
Després de l'estrena mundial en el marc de la Mostra de Cinema Llatinoamericà de Catalunya d' El discípulo, el director va ser insultat per un dels assistents que li va qualificar d' "anticrist".